# USS Chesapeake (FFG-64)
O USS Chesapeake (FFG-64) será o terceiro navio da classe Constellation de fragatas de mísseis guiados, sexto navio da Marinha dos Estados Unidos com este nome, será construído pela Marinette Marine, subsidiária da Fincantieri, com data de conclusão prevista para agosto de 2028.

## Nome
Em janeiro de 2021, o secretário da Marinha (SECNAV), Kenneth Braithwaite, anunciou que o terceiro navio da classe se chamaria USS Chesapeake (FFG-64).
Ela foi nomeada em homenagem ao primeiro USS Chesapeake (1799), uma das seis fragatas originais da Marinha dos Estados Unidos.

## História
Em junho de 2022, a Marinha dos Estados Unidos concedeu a opção de contrato à Fincantieri Marinette Marine para construir a terceira fragata da classe Constellation. O navio será patrocinado por Barbara Strasser, esposa do contra-almirante Joseph C. Strasser.